# 桑比蚁蛛
桑比蚁蛛（学名：Myrmarachne sansiborica），又名無刺蟻蛛，为跳蛛科蚁蛛属的动物。分布于台湾岛等地。